# Colletes infracognitus
Colletes infracognitus là một loài Hymenoptera trong họ Colletidae. Loài này được Cockerell mô tả khoa học năm 1937.